# РПГ-16
РПГ-16 «Удар» (ТКБ-034, індекс ГРАУ — 6Г9) — радянський ручний протитанковий гранатомет, розроблений спеціально для озброєння повітряно-десантних військ. Конструктор І. Є. Рогозін. РПГ-16 та постріл до нього ПГ-16В були взяті на озброєння Повітряно-десантних військ СРСР в 1970 році.
Постріл ПГ-16В складається з протитанкової гранати ПГ-16 та стартового порохового заряду ПГ-16П.

## Історія
Реактивний протитанковий гранатомет РПГ-16 був розроблений наприкінці 1960-х років спеціально для озброєння Повітряно-десантних військ СРСР. Основними відмінностями від гранатомета РПГ-7, що був створений раніше, стали розбірний ствол більшого калібру та граната із каліберною бойовою частиною кумулятивної дії, що мала за рахунок потужнішого ракетного двигуна помітно більшу ефективну дальність і точність стрільби. На відміну від РПГ-7, для РПГ-16 був створений тільки один тип гранати — кумулятивна активно-реактивна граната ПГ-16В. Гранатомет РПГ-16 з успіхом використовувався радянськими військами в Афганістані для ураження укриттів і укріплених вогневих точок душманів, дозволяючи прицільно обстрілювати їх з досить великих відстаней.
Для підвищення точності стрільби РПГ-16 штатно комплектувався двоногою складаною сошкою і оптичним прицілом ПГО-16 кратності 2,7x. По устрою приціл аналогічний прицілу ПГО-7 від РПГ-7, проте мав іншу прицільну сітку, розраховану під гранату ПГ-16. Крім знімного оптичного прицілу, РПГ-16 має і складані відкриті прицільні пристосування, закріплені на передній частині ствола. Сам ствол складається з двох частин — передньої і задньої, що відокремлюють для перенесення і десантування з метою зменшення габаритів зброї.
Гранатомет РПГ-16 являє собою гладкоствольний однозарядний пусковий пристрій безвідкатного типу, з відкритим ззаду стволом. Стрільба ведеться з плеча, тому ствол має у задній частині спеціальний кожух теплоізоляції. У задній частині ствола розташовано сопло для викиду порохових газів, у передній — рукоятка управління вогнем разом з ударно-спусковим механізмом (УСМ), і короткою пластиковою цівкою. УСМ гранатомета електронний, займання пускового заряду гранати здійснюється імпульсом електричного струму, що генерується при натисканні на спусковий гачок. Зліва на корпусі УСМ розташований ручний запобіжник. Граната каліберна, при заряджанні повністю поміщається у ствол гранатомета. Запуск гранати здійснюється за допомогою вишибного динамореактивного заряду, що знаходиться у картонній гільзі, що згоряє, яка приєднується до хвостової частини гранати перед заряджанням. При пострілі частина порохових газів вишибного заряду витікає з сопла гранатомета ззаду, забезпечуючи компенсацію віддачі і створюючи позаду стрільця небезпечну зону завглибшки понад 20 метрів. Запуск ракетного двигуна гранати здійснюється автоматично, на безпечній відстані від стрільця.
Однак, головна перевага РПГ-16 — використання каліберної гранати, завдяки чому вдалось досягнути високу густість згодом перетворилась на недолік. Коли РПГ-16 брали на озброєння, він не поступався РПГ-7 з бронепробивності (взята в 1969 році граната ПГ-7М для гранатомета РПГ-7 мала таку саме бронепробивність — 300 мм) і значно перевершував у дальності та густости. Однак бронепробивність 300 мм перестала задовольняти військових. І якщо для РПГ-7 було можливо підвищити цей показник простим збільшенням калібру головної частини гранати, то для РПГ-16, який використовує каліберну гранату, це неможливо. Вже в 1972 році для РПГ-7 з'явилась граната ПГ-7С з 72-мм головною частиною, яка пробиває 400-мм броню; в 1979 з'явилась граната ПГ-7Л з 93-мм головною частиною, яка пробиває 500-мм броню. А у РПГ-16 бронепробивність залишилась на рівні 300 мм. Все це призвело до того, що в 1980-х роках на озброєння ПДВ знову почали поступати старі РПГ-7Д.